# Pybba
Pybba (of Pibba, Wibba en Wybba) was van ca. 593 tot 605/615 koning van Mercia en een telg uit het koningshuis Iclingas.
Pybba was de zoon van koning Creoda van Mercia. Volgens de Historia Britonum had hij twaalf zonen, waarvan Penda en Eowa de gekendste zijn. Volgens de monnik en geschiedschrijver Beda werd hij opgevolgd door Cearl.